# Alectra excelsus
Alectra excelsus är en snyltrotsväxtart. Alectra excelsus ingår i släktet Alectra och familjen snyltrotsväxter.

## Underarter
Arten delas in i följande underarter:
- A. e. excelsus
- A. e. grandis